# 國立臺灣大學鹿鳴廣場
國立臺灣大學鹿鳴廣場，是位於國立臺灣大學鹿鳴堂、地理系館、共同教學館和生命科學系館之間的中型空地。2000年8月5日臺北市政府同意封閉舟山路後，改造計畫就此展開。透過特殊曲形穿越步道圍繞整個三角廣場，並搭配地景燈、廣場草坪、木桌椅及人車分道的設計，營造一個可以安心散步、放鬆身心的恬靜空間，也成為學生課餘活動、民眾假日遊憩的重要景點。過去當做校園出入口的警衛亭改成咖啡廳。廣場改建工程於2002年春（約3月～5月）完工。
「鹿鳴」之名的由來是引據於《詩經·小雅》第一篇〈鹿鳴〉，內文為「呦呦鹿鳴，食野之萍。我有嘉賓，鼓瑟吹笙。吹笙鼓簧，承筐是將。」是一首宴會詩，原意是鹿在找到鮮美的芳草時，總會以叫聲呼朋引伴。在此除有邀請眾人分享美食之意，亦可延伸恭賀考生金榜題名及期許未來發達之寓意。